# Pindad SS1突擊步槍
Pindad SS1（意為：1型突击步枪）是一款由印度尼西亚位於萬隆市的槍械製造商Pindad以獲比利时埃斯塔勒国营工厂特許生產的FNC突擊步槍為基礎，但為了滿足人體工學和热带环境的需求而經過修改以後加以生產的突擊步槍，在推出後隨即成為印度尼西亞國民軍和國家警察的制式步槍，發射5.56×45毫米北約口徑步枪子彈。
該突擊步槍是裝有折疊式槍托的氣動式自動卡賓槍，其設計符合北約標準。SS1武器系列是印尼國民軍（包括陸軍、海軍和空軍）以及印尼警察所採用的高性能輕型個人武器。該槍在1991年獲印尼採用。
該步槍曾與M16、斯泰爾AUG和AK系列一同在印尼國民軍和國家警察中服役，但因SS1是在印尼本土生產而被最為廣泛使用；可是在2010年代後期，該槍開始被逐步淘汰，並將由較新型的Pindad SS2突擊步槍所取代。當SS2全面服役時，SS1可能會移交給預備役或準軍事部隊使用。

## 歷史
在1982年，印尼購入了10,000枝FNC步槍裝備印尼空軍。後於1984年，印尼國營兵工廠PT Pindad從比利時埃斯塔勒国营工厂取得於印尼本土授權生產FNC的許可，這些武器將供應給印尼國民軍使用。1991年，印尼將仿製自FNC的SS1正式投入服役。
在2009年，菲律賓海關官員宣稱他們緝獲了Pindad SS1步槍與P2手槍，這迫使政界人士要求對Pindad展開特別調查，以調查是否確實發生了武器走私活動。作為回應，印尼政府已準備成立一個專門機構以處理所有海外貿易。而國營企業部亦已經就菲律賓所充公的印尼製槍械對Pindad進行調查。

## 設計

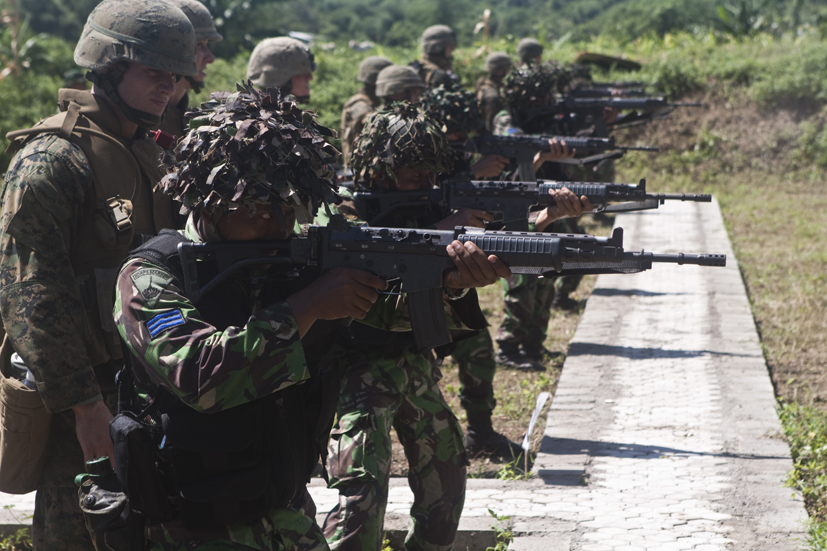
2010年合作漂浮準備及訓練射擊場練習當中，印度尼西亞海軍陸戰隊員以Pindad SS1-M1作射擊訓練

SS1除內部設計與FN FNC相同之外，兩者的外觀也非常相似。SS1一般採用30發STANAG彈匣（即是M16的標準彈匣）供彈。除SBC-1外，SS1的大多數型號均為擊發調變槍械，可用模式包括半自動、三發點放和全自動射擊模式。SS1及FNC均採用以AK改進而成的導氣系統，其設計與AK相比較現代化，而且從手槍握把到槍托、機匣和槍管一應俱全。SS1步槍可以安裝光学瞄準鏡，但前提是必須先安裝特殊的瞄準鏡連接座。
SS1還可以裝上Pindad生產的SPG-1A下掛式榴彈發射器（為M203的改進型）。

## 衍生型

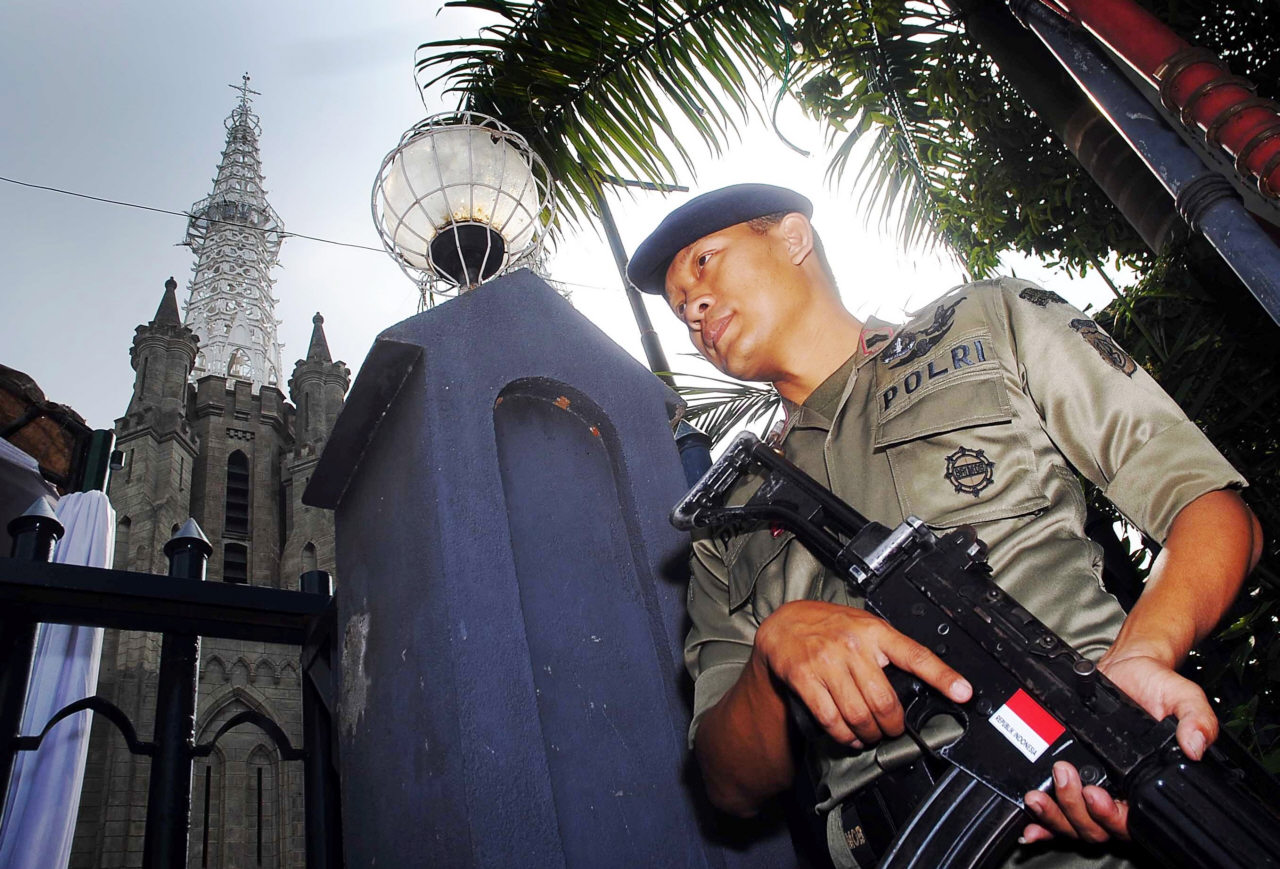
在雅加达圣母升天主教座堂外面執行護衛任務時，裝備了Pindad SS1突擊步槍的印度尼西亞機動警察旅（BRIMOB）人員

- SS1-V1

V1是SS1的最常見版本，它配備有標準長度的槍管和可折疊式尾托，該槍是目前印尼正規步兵部隊最為廣泛使用的步槍。
- SS1-V2

配備短槍管的緊湊型卡賓槍。
- SS1-V3

配備標準長度槍管和固定式尾托。
- SS1-V4

精確射手步槍衍生型，與SS1-V1相似，可裝配光學瞄準鏡以延長於中遠距離作戰時的有效射程，在功能上與德拉貢諾夫狙擊步槍相似。
- SS1-V5

SS1-V系列最短小的衍生型，具有僅長252毫米的槍管和重3.37千克的槍身，裝有可折疊式槍托。它主要由工兵、砲兵、後梯隊和特種部隊所使用。
- SS1-R5突襲兵型（Raider）

SS1 V5的另一款衍生型命名為SS1-R5，主要用於印尼國民軍的特種部隊，包括：特種步兵營突襲兵和戰略司令部或特種部隊司令部等。 SS1-R5的設計更輕、槍身也更薄，但生產商宣稱不會對其高精度有任何影響。它被設計用於特種作戰，例如滲透，在叢林、山地、沼澤、海洋和城鎮當地的短距離作戰。SS1-R5可以裝上刺刀和各種類型的光学瞄準鏡。它移除了三發點放模式，僅有保險、半自動和全自動模式。
- SS1-M1

供印尼海軍陸戰隊使用的SS1修改型。SS1 M系列採用了特殊的塗層工藝以確保其能夠不被海水腐蝕以至生鏽。另外若槍枝在受到泥土或沙子浸入內部仍能如常操作。Pindad目前提供3種型號：裝有長槍管和可折疊式槍托的SS1-M1；裝有短槍管和可折疊式槍托的SS1-M2，以及SS1-M5突击队型。
- 撒哈拉／警用型V1-V2

為警隊設計的衍生型。這是PT Pindad按照執法機關的要求下生產的7.62×45毫米口徑（為5.56×45毫米彈藥筒的縮頸型，並且採用一顆類似於.30卡賓槍彈的圓頭彈頭）SS1衍生型。
- SBC-1

一款SS1-V5的純半自動衍生型，專門為印度尼西亞海關而製造，被命名為“海關步槍”。

## 使用國
- 柬埔寨：1991年出口該國。[23]
- 印度尼西亞
  - 印尼海軍青蛙司令部（英语：Kopaska）戰術潛水小組
  - 印尼陸軍特種部隊司令部（英语：Kopassus）[24]
  - 印尼國民軍正規步兵部隊[25][26]
- ：2014年購入了35枝SS1 V2和35枝SS1 V4突擊步槍。[27]
- ：一艘開往马里的船隻上載有10把P2手槍，這些槍械在抵達菲律賓水域後被突襲的菲律賓海關人員沒收（英语：Paul Le Roux#The Captain Ufuk）[28]馬里政府訂購了100枝SS-1V1步槍。[28]據指這些步槍原定是供應給馬里內部安全及公民保護部使用。[29]據海關情報和調查局的成員費南迪諾·圖森所指，他已經收到了可靠線報，某些政客正計劃使用武器（主要是加利爾步槍）破壞預定於2010年舉行的總統選舉並製造混亂。[30]Pindad職員解釋，這是一種誤解，因為SS1步槍不是加利爾步槍。[31]馬尼拉公報是唯一查出此批所謂的「加利爾」其實並非加利爾步槍，而是SS1的媒體。[32]此外，他們正在提供證據證明該輕兵器交易是合法的。[33]某方認為，走私軍火的犯罪集團才是將印尼製造的武器帶到菲律賓的罪魁禍首。[34]根據進一步調查得出，其最終用戶證書是偽造的。[35]
- 奈及利亞[23]
- 阿联酋：1992年出口該國。[23]

## 資料來源
1. ↑  . armamentresearch.com.   [10 May 2018]. （原始内容存档于2018-05-02）.
2. 1 2 3   (PDF). 2008-01-14  [13 April 2009]. （原始内容存档 (PDF)于2008-10-31）.
3. ↑   (PDF).   [2 February 2011]. （原始内容存档 (PDF)于2011-07-10）.
4. 1 2 3  . ARMAS.   [2010-07-05]. （原始内容存档于2013-04-02） （西班牙语）.
5. ↑  . 6 January 2006  [12 April 2009]. （原始内容存档于2012-02-23） （印度尼西亚语）.
6. ↑  . 新华社. 16 September 2005  [13 April 2009]. （原始内容存档于2009-02-02）.
7. ↑  .   [2019-11-11]. （原始内容存档于2009-02-02）.
8. 1 2  . Jane's.   [19 January 2013]. （原始内容存档于2013-02-16）.
9. ↑  Ita Lismawati F. Malau, Purborini. . VIVA News. 29 August 2009  [19 January 2013]. （原始内容存档于2014-05-17）.
10. ↑  Febriamy Hutapea & Markus Junianto Sihaloho. . Jakarta Globe. 1 February 2009  [19 January 2013]. （原始内容存档于2013-02-16）.
11. ↑  Andi Abdussalam. . Antara News.   [19 January 2013]. （原始内容存档于2010-03-08）.
12. 1 2 3  . Military Factory. 20 February 2012  [18 January 2013]. （原始内容存档于2013-01-16）.
13. ↑  . Jane's.   [19 January 2013]. （原始内容存档于2013-02-16）.
14. ↑  .   [13 April 2009]. （原始内容存档于2009-02-24）.
15. ↑  .   [13 April 2009]. （原始内容存档于2009-09-02）.
16. ↑  .   [13 April 2009]. （原始内容存档于2008-12-12）.
17. ↑  .   [13 April 2009]. （原始内容存档于2009-09-23）.
18. ↑  . Kodam V/Brawijaya. 8 January 2011  [17 January 2013]. （原始内容存档于2012-03-01） （印度尼西亚语）.
19. 1 2  . PT Pindad.   [10 July 2010]. （原始内容存档于2014-05-17）.
20. ↑  . TNI-AD.   [18 April 2011]. （原始内容存档于2011-07-25） （印度尼西亚语）.
21. ↑  . PT Pindad.   [16 January 2013]. （原始内容存档于2014-05-17）.
22. ↑  . Kodam V/Brawijaya. 20 December 2010  [4 February 2017]. （原始内容存档于2013-01-18） （印度尼西亚语）.
23. 1 2 3  . Alutsista Dalam Negeri (Indonesia): 38–39 （印度尼西亚语）.
24. ↑  . Hrvatski Vojnik Magazine.   [12 June 2010]. （原始内容存档于2010-08-22） （克罗地亚语）.
25. ↑  Media Indonesia. . 22 January 2009  [5 July 2010]. （原始内容存档于2010-07-09）.
26. ↑  . TNI-AD.   [18 April 2011]. （原始内容存档于2012-07-25） （印度尼西亚语）.
27. ↑  Administrator. . www.armyrecognition.com.   [10 May 2018]. （原始内容存档于2018-01-23）.
28. 1 2  . 天寶互動（英语：Tempo (Indonesian magazine)）. 28 August 2009  [28 August 2009]. （原始内容存档于2009-08-30） （印度尼西亚语）.
29. ↑  Markus Junianto Sihaloho. . Jakarta Globe. 31 August 2009  [19 January 2013]. （原始内容存档于2010-01-14）.
30. ↑  Marlon Ramos. . 菲律宾每日问询者报（英语：Philippine Daily Inquirer）. 25 August 2009  [28 August 2009]. （原始内容存档于2009-09-01）.
31. ↑  Tya Eka Yulianti. . detik News. 31 August 2009  [18 January 2013]. （原始内容存档于2013-03-08） （印度尼西亚语）.
32. ↑  Mar T. Supnad. . Manila Bulletin. 26 August 2009  [19 January 2013]. （原始内容存档于2011-05-11）.
33. ↑  Elin Yunita Kristanti and Yudho Rahardjo. . VIVA News. 1 September 2009  [18 January 2013]. （原始内容存档于2014-05-17）.
34. ↑  Raymund Antonio. . Manila Bulletin. 26 August 2009  [19 January 2013]. （原始内容存档于2013-01-19）.
35. ↑   (PDF).   [24 February 2019]. （原始内容存档 (PDF)于2019-02-24）.

## 外部連結
- （印尼文）—PT. Pindad (Persero) - SS1-V1 Kal. 5,56 mm（页面存档备份，存于）
- （英文）—Military-Today.com—Pindad SS1 Assault Rifle（页面存档备份，存于）
- （英文）—Military Factory.com—Pindad SS1 Assault Rifle（页面存档备份，存于）
- （英文）—Shooting for the moon—Pindad SS1 Assault Rifle（页面存档备份，存于）
- （英文）—Armament Research Services—Indonesian SS1-V1 self-loading rifle in the Philippines（页面存档备份，存于）